# 義勇前衛
義勇前衛是明代的一個衛所，隸後軍都督府。後軍都督府在京：留守後衞、鷹揚衞、興武衞俱南京舊衞，永樂十八年分調。大寧中衞、大寧前衞、會州衞俱北平行都司舊衞。富峪衞已下添設，幷北平、山西等衞改調。寬河衞舊大寧後衞、神武左衞、神武後衞改昭陵衞、忠義左衞、忠義右衞、忠義前衞、忠義後衞、義勇中衞、義勇左衞、義勇右衞、義勇前衞、義勇後衞、武成中衞、蔚州左衞在外。